# Wilhelm Engelmann
Pour les articles homonymes, voir Engelmann.
Wilhelm Engelmann, né le 1er août 1808 à Lemgo et mort le 23 décembre 1878 à Leipzig, est un éditeur et libraire allemand. 

## Biographie
Wilhelm Engelmann est le fils d'un libraire de Lemgo, qui s'installe par la suite à Leipzig. Le jeune Wilhelm y fréquente l'école Saint-Thomas et envisage une carrière universitaire. Cependant, en raison du décès prématuré de son père, il est contraint de trouver le moyen de subvenir à ses besoins. Il est l'apprenti du libraire Theodor Enslin et se fait de nombreux et précieux contacts professionnels. Après avoir terminé son apprentissage, il travaille pour Johann Georg Heyse à Brême, où il travaille également dans l'imprimerie. Il travaille ensuite pour Carl Gerold à Vienne et pour Varrentrapp à Francfort-sur-le-Main.
En 1833, il retourne à Leipzig et reprend l'entreprise de son père. Ses connaissances dans les milieux scientifiques lui donnent un essor rapide en publiant les travaux de savants, Georg Gottfried Gervinus, Georg Weber, Edmund Heusinger von Waldegg (en) ou Albert von Kölliker, ce qui conduit à orienter ses publications vers la médecine, l'histoire et la philologie. Il publie une série importante, la Bibliotheca scriptorum classicorum, une bibliographie de la philologie classique de 1700 à sa mort en 1878, qui fait suite à la Bibliotheca graeca, Bibliotheca latina und Bibliotheca latina mediae et infimae aetatis de Johann Albert Fabricius.

### Distinction
- Docteur honoris causa de l'université d'Iéna

### Postérité
Après sa mort, l'entreprise passe aux mains de sa veuve Christiane Therese Engelmann, née Hasse (1820-1907), et de son fils aîné Rudolf Engelmann (1841-1888). Un autre fils d'Engelmann est le physiologiste, biologiste et zoologiste Theodor Wilhelm Engelmann (1843-1909).